# Юлдашев, Карим Юлдашевич
Кари́м Юлдашевич Юлдашев (10 мая 1933 — 22 октября 1999) — советский и узбекский медик, академик АН Узбекистана, врач-кардиолог, автор книг по медицине. Член-корреспондент РАМН, заслуженный деятель науки Узбекистана.

## Биография
Преподавал в Ташкентском медицинском институте, в 1973—1999 годах заведовал кафедрой кардиологии и функциональной диагностики ТашИУВ.
С 1976 по 1982 годах являлся заместителем министра здравоохранения УзССР. Состоял врачом при советском руководителе Узбекистана Рашидове.
С 1988 по 1999 был директором узбекского НИИ курортологии и физиотерапии им. Н. А. Семашко. Представлял Узбекистан на различных международных форумах.
В 1995 году стал академиком (специальность — кардиология).
Скончался 22 октября 1999 года.

## Труды
- Заболевания проводящей системы сердца (1981)
- Кардиогенный шок (1991)
- Краткое пособие по электро- и фонокардиографии (1984)
- Медицинские взгляды Ибн Сины (1983)
- Некоторые терапевтические воззрения Абу Али ибн Сины (1980)

- Пособие по клинической фармакологии для кардиолога (1988)
- Секреты традиционного китайского массажа (1992)
- Трудоспособность и показания к трудоустройству больных хроническим колитом (1979)
- Этиология, патогенез, клиника и лечение заболеваний кишечника (1980)[2]